# Persikabo Bogor
El Persikabo Bogor fue un equipo de fútbol de Indonesia que jugó en la Galatama, la desaparecida primera división nacional.

## Historia
Fue fundado el 3 de diciembre de 1973 en la ciudad de Cibinong aunque en sus primeros años jugó en Bogor City, compartiendo sede con los locales del PSB Bogor, para luego mudarse al Persikabo Stadium, sede del club hasta 2014 cuando se mudan al Pakansari Stadium.
Sus mejores años fueron a mediados de los años 1990 cuando jugaron en la Galatama, pero con la profesionalización del fútbol en Indonesia bajaron a las divisiones inferiores, rebotando entre la tercera y cuarta división.
El club termina desapareciendo en 2019 luego de fusionarse con el Persiram Raja Ampat para crear al PS TIRA.

## Rivalidades
Sus principales rivalidades eran con el Persija Jakarta en el llamado Derbi Jabodetabek y con el Persib Bandung en el llamado Derbi Pasundan.
También tenía una rivalidad con el otro equipo de Cibinong, el Persikabo 1973.

## Palmarés
- Liga Indonesia Segunda División (1): 1995